# Ådholm
Ådholm är en ö nära Haverö i Nagu,  Finland. Den ligger i Skärgårdshavet i Pargas stad i den ekonomiska regionen  Åboland i landskapet Egentliga Finland, i den sydvästra delen av landet. Ön ligger omkring 3 kilometer sydväst om Haverö, 8 kilometer nordost om Nagu kyrka, 28 kilometer sydväst om Åbo och omkring 160 kilometer väster om Helsingfors. Närmaste allmänna förbindelse är förbindelsebryggan vid Själö som trafikeras av M/S Falkö och M/S Östern.
Öns area är 5,6 hektar och dess största längd är 380 meter i sydöst-nordvästlig riktning. Ön höjer sig omkring 30 meter över havsytan. I omgivningarna runt Ådholm växer i huvudsak barrskog.